# Tỷ số lợi nhuận trên tài sản
Tỷ số lợi nhuận trên tài sản (hay Chỉ tiêu hoàn vốn tổng tài sản, Hệ số quay vòng của tài sản, Tỷ suất sinh lời trên tổng tài sản), thường viết tắt là ROA từ các chữ cái đầu của cụm từ tiếng Anh return on assets, là một tỷ số tài chính dùng để đo lường khả năng sinh lợi trên mỗi đồng tài sản của doanh nghiệp.

## Cách tính
Tỷ số này được tính ra bằng cách lấy lợi nhuận ròng (hoặc lợi nhuận sau thuế) của doanh nghiệp trong kỳ báo cáo (có thể là 1 tháng, 1 quý, nửa năm, hay một năm) chia cho bình quân tổng giá trị tài sản của doanh nghiệp trong cùng kỳ. Số liệu về lợi nhuận ròng hoặc lợi nhuận trước thuế được lấy từ báo cáo kết quả kinh doanh. Còn giá trị tài sản được lấy từ bảng cân đối kế toán. Chính vì lấy từ bảng cân đối kế toán, nên cần tính giá trị bình quân tài sản doanh nghiệp.
Công thức hóa, ta sẽ có:
| Tỷ số lợi nhuận ròng trên tài sản = 100% x | Lợi nhuận ròng (hoặc lợi nhuận sau thuế) |
| Tỷ số lợi nhuận ròng trên tài sản = 100% x | Bình quân tổng giá trị tài sản           |

Vì lợi nhuận ròng chia cho doanh thu bằng tỷ suất lợi nhuận biên, còn doanh thu chia cho giá trị bình quân tổng tài sản bằng hệ số quay vòng của tổng tài sản, nên còn cách tính tỷ số lợi nhuận trên tài sản nữa, đó là:
Tỷ số lợi nhuận trên tài sản = Tỷ suất lợi nhuận biên × Số vòng quay tổng tài sản

## Ý nghĩa
Nếu tỷ số này lớn hơn 0, thì có nghĩa doanh nghiệp làm ăn có lãi. Tỷ số càng cao cho thấy doanh nghiệp làm ăn càng hiệu quả. Còn nếu tỷ số nhỏ hơn 0, thì doanh nghiệp làm ăn thua lỗ. Mức lãi hay lỗ được đo bằng phần trăm của giá trị bình quân tổng tài sản của doanh nghiệp. Tỷ số cho biết hiệu quả quản lý và sử dụng tài sản để tạo ra thu nhập của doanh nghiệp.
Tỷ số lợi nhuận ròng trên tài sản phụ thuộc vào mùa vụ kinh doanh và ngành nghề kinh doanh. Do đó, người phân tích tài chính doanh nghiệp chỉ sử dụng tỷ số này trong so sánh doanh nghiệp với bình quân toàn ngành hoặc với doanh nghiệp khác cùng ngành và so sánh cùng một thời kỳ.